# Lee Hye-kyeong
Lee Hye-kyeong (Ulsan, 12 de janeiro de 1996) é uma judoca sul-coreana.

## Carreira
Ele é da cidade metropolitana de Ulsan e começou no judô enquanto estudava na Yaeum Middle School. Ele terminou em segundo lugar no Campeonato Mundial Juvenil de 2012, realizado em Miami, em setembro de 2013, e ganhou a medalha de bronze nos Jogos Olímpicos de Verão da Juventude de 2014, realizados em Nanjing, em 2014.
Em 2019, conquistou a medalha de bronze no Campeonato Asiático de Fujairah e, em 2022, conquistou a medalha de prata no Grande Prémio de Portugal e a medalha de bronze no Grand Slam de Ulaanbaatar. Ele ganhou uma medalha de prata em Hong Kong em 2024. Ela conquistou a medalha de bronze no Grande Prêmio da Áustria de 2024, em Linz, e venceu o Grand Slam de Tbilisi, realizado no mesmo ano.
Nos Jogos Olímpicos de Verão de 2024, em Paris, conquistou a medalha de bronze na competição de equipe mista, ao lado de Huh Mi-mi, An Ba-ul, Jung Ye-rin, Kim Won-jin, Han Ju-yeop, Kim Ji-su, Lee Joon-hwan, Kim Ha-yun, Kim Min-jong e Yoon Hyun-ji.